# Johanneskirche (Ephesos)

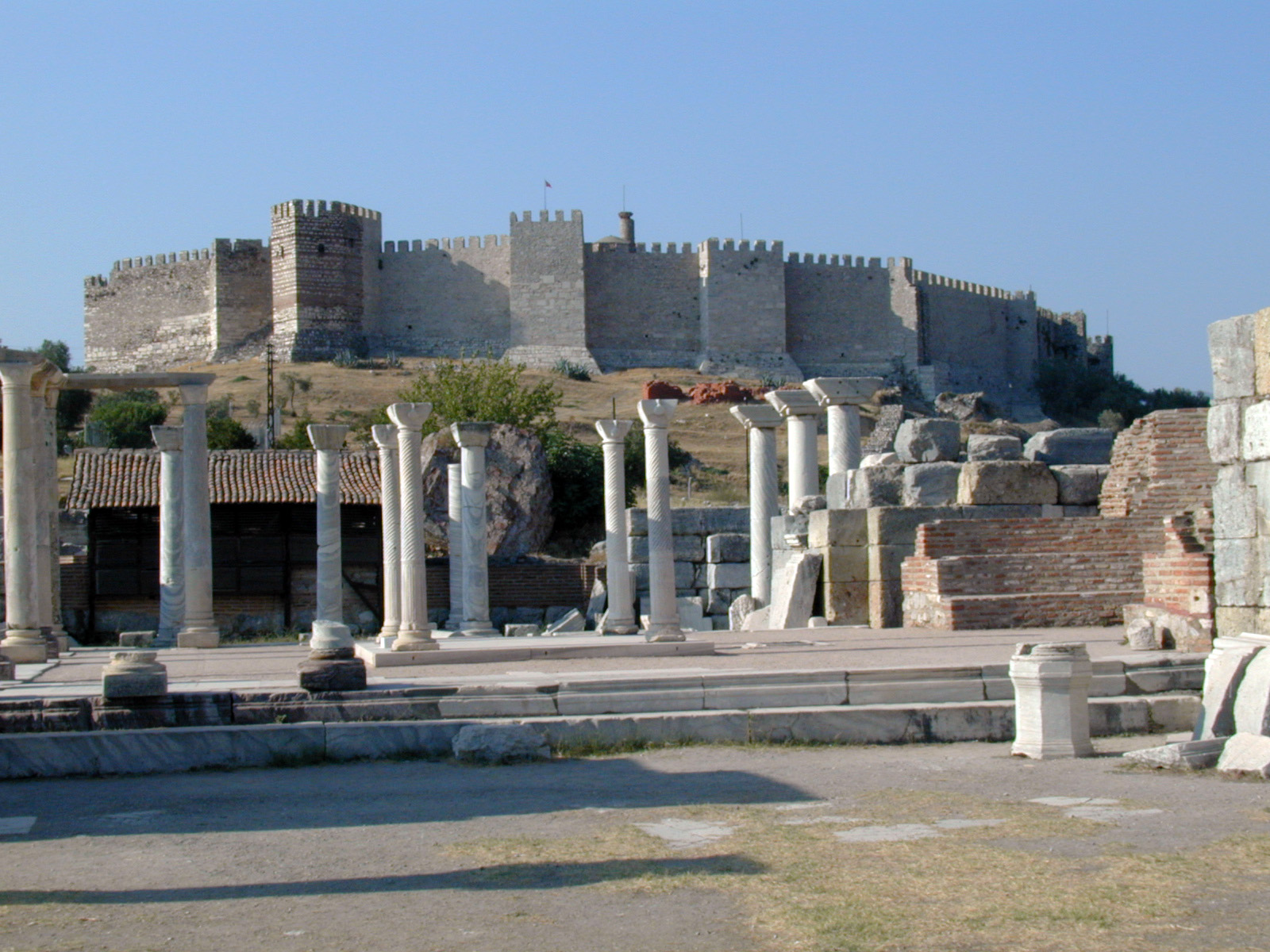
Säulengang der Kirche unterhalb der türkischen Zitadelle

Die Johanneskirche (griechisch Ἅγίος Ἰωάννης Θεολόγος Hagios Ioannēs Theologos bzw. Ἅγίος Θεολόγος Hagios Theologos) der kleinasiatischen Stadt Ephesos war einer der größten Sakralbauten des Byzantinischen Reichs.
Sie war eine dem Apostel Johannes geweihte frühchristliche Basilika und wurde von Kaiser Justinian gestiftet. Ihre gut erhaltenen Überreste befinden sich am Hang des Ayasoluk-Hügels, in der Nähe des Zentrums des modernen Selçuk, direkt unterhalb der byzantinisch-seldschukischen Festung. Auf den Hügel, der rund 3,5 km vom antiken Ephesos entfernt gelegen ist, hatte sich seit dem 7. Jahrhundert das Zentrum des byzantinischen Ephesos verlagert. Der Name Ayasoluk stellt dabei eine türkische Verballhornung des griechischen Kirchennamens Hagios Theologos dar.

## Johannestradition in Ephesos
Seit der Mitte des 2. Jahrhunderts ist eine Überlieferung belegt, die den mit dem Lieblingsjünger Jesu gleichgesetzten Apostel Johannes gemeinsam mit Maria nach Ephesos ziehen lässt, wo er das vierte Evangelium geschrieben haben soll. Nach modernen wissenschaftlichen Erkenntnissen ist das Johannesevangelium tatsächlich etwa um diese Zeit entstanden.
Die nachbiblische Tradition knüpft an Apg 12,1–2  an. Nach der dort berichteten Enthauptung des Jakobus, Bruder des Johannes, habe Johannes eine große Gefahr gesehen und mit Maria Jerusalem verlassen. Sie wanderten durch Syrien nach Anatolien bis nach Ephesos. Eine Begleitung durch Maria bestritt jedoch bereits Epiphanios von Salamis. Ephesos war damals eine wichtige Zentrale der Missionstätigkeit. Nachdem Paulus hingerichtet worden war (etwa 62 n. Chr.), soll Johannes dessen Amt übernommen haben.
Der Tradition zufolge wurde Johannes während der Christenverfolgung von Kaiser Domitian (81–96) verhaftet. Eine Legende aus dem Leben des Apostels ist besonders bekannt: Da die Priester des Artemistempels in Ephesos fürchteten, durch Johannes zu viele Anhänger zu verlieren, stellte ihn der Oberpriester vor die Wahl, entweder im Tempel zu opfern oder einen Becher mit Gift zu leeren, an dem zuvor zwei Verbrecher gestorben waren. Als Johannes über dem Becher das Kreuzzeichen schlug, entwich das Gift in Form einer Schlange. Johannes breitete danach seinen Mantel über die beiden Toten und erweckte sie wieder zum Leben. Davon tief betroffen, soll der Oberpriester selbst zum Christentum übergetreten sein. Die Kunde von diesem Wunder verbreitete sich rasch und Domitian war dadurch so von Angst erfüllt, dass er Johannes freiließ und auf die griechische Insel Patmos verbannte.
Nach dem Tode Domitians soll Johannes nach Ephesos zurückgekehrt sein und das Johannesevangelium verfasst haben.
Johannes starb nach Irenäus von Lyon in den ersten Regierungsjahren des Kaisers Trajan (101 n. Chr.) als einziger der Apostel eines natürlichen Todes. Er wurde, Eusebius von Cäsarea zufolge, auf einem Friedhof über der Stadt beerdigt. Über der Stelle des Grabes wurde zunächst ein Mausoleum in Form eines von vier Säulen getragenen Kreuzgewölbes errichtet. Sein Festtag ist der 27. Dezember.

## Geschichte

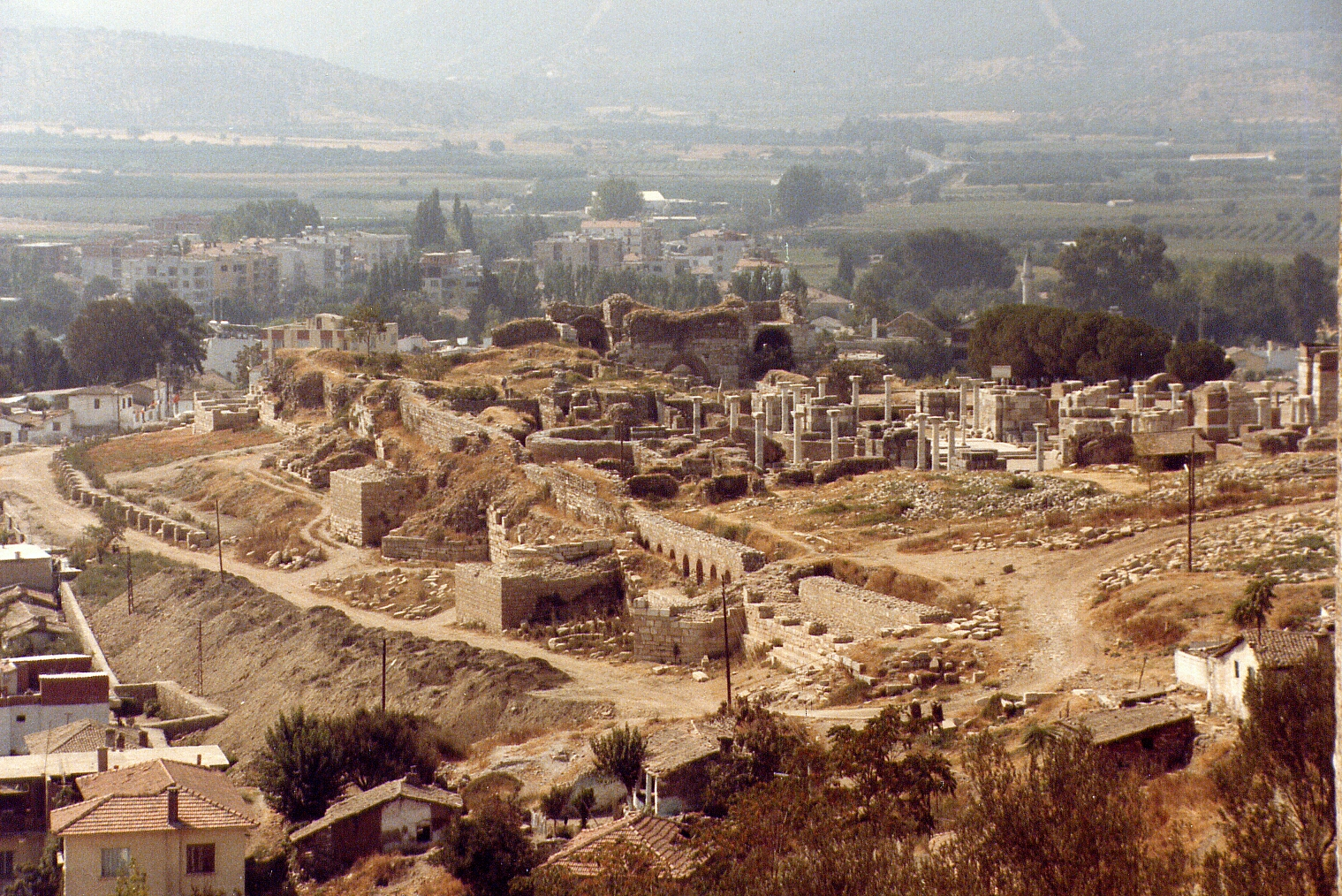
Areal der Johanneskirche von der Zitadelle aus (1987)

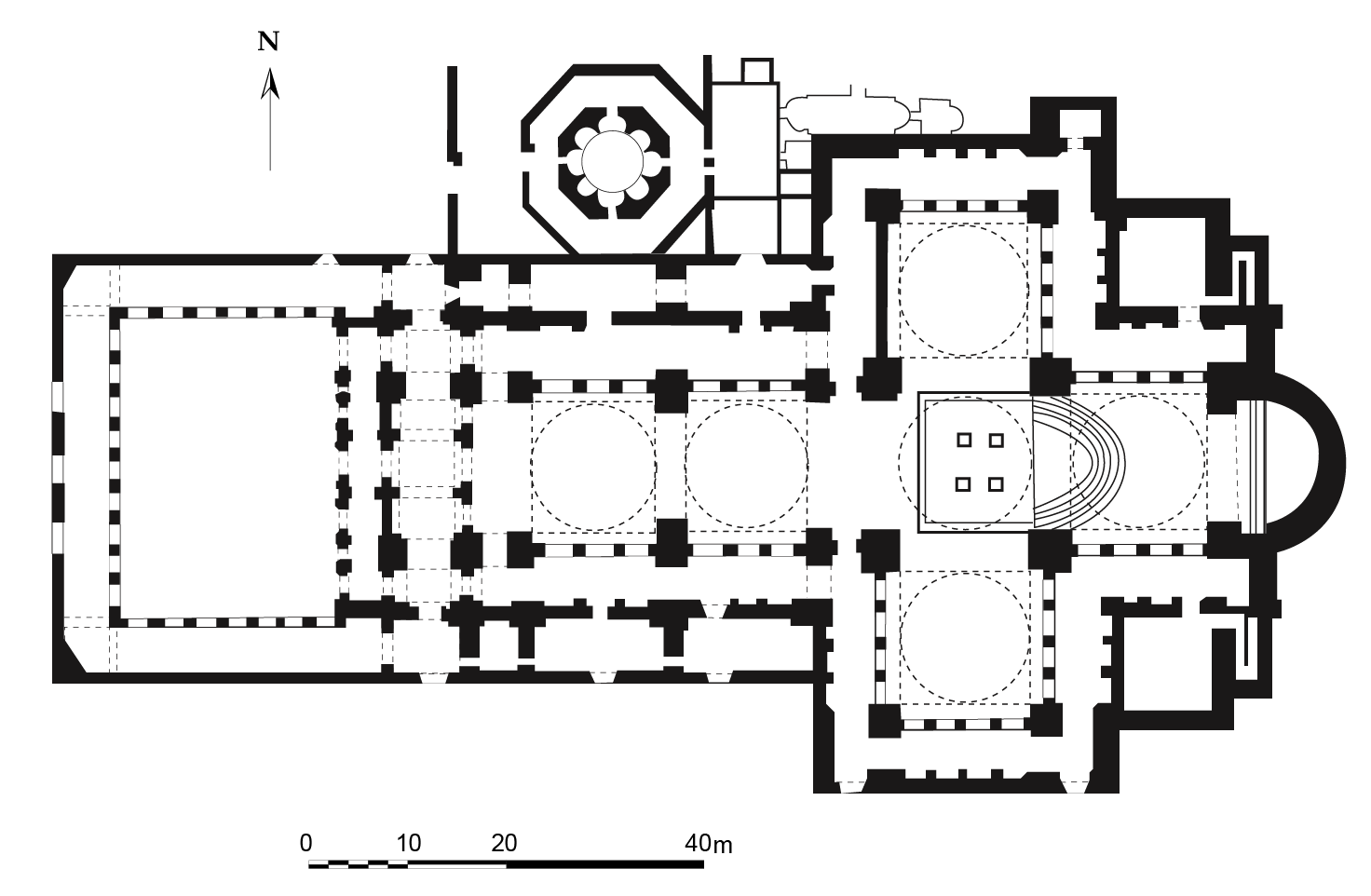
Grundriss der Johanneskirche

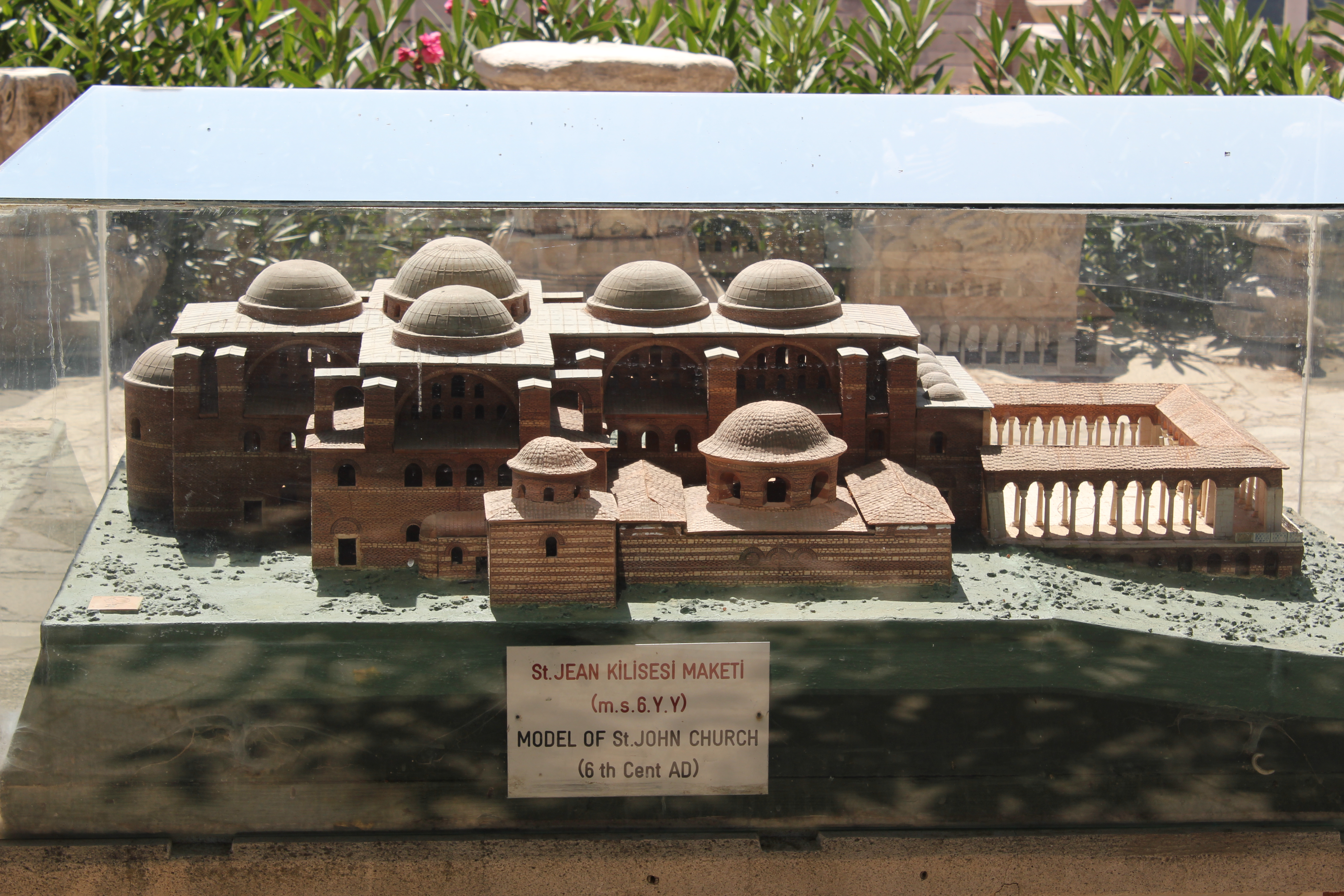
Modell der Kirche

Nachdem das Christentum im späteren 4. Jahrhundert Staatsreligion geworden war, wurde über Johannes’ Grab eine Kirche errichtet. Für den Bau wurden Steine von dem zerstörten Tempel der Artemis verwendet. Kaiser Justinian (527–565) ersetzte diese Kirche durch eine dreischiffige Basilika über dem Grundriss eines lateinischen Kreuzes, deren hohe Räume mit sechs Kuppeln überwölbt waren, zwei über dem Mittelschiff des Langhauses und je eine über Vierung, Chor und Querhausarmen. Die Kuppeln waren außen sichtbar und mit Blei eingedeckt. Die Johanneskirche zählt wegen dieser Einwölbung zu den unmittelbaren Nachfolgebauten der justinianischen Apostelkirche in Konstantinopel (Weihe 550).
Die Basilika ist 130 m lang und 40 m breit und gehörte zu den sieben großen Kirchen Kleinasiens. Sie zählte zusammen mit der Hagia Sophia zu den größten spätantiken bzw. frühbyzantinischen Kirchen und war im Mittelalter ein Wallfahrtsort. Viele Pilger und Kranke hofften, durch den Staub, der aus der Grabkammer drang, geheilt zu werden.
Nach der Eroberung durch die Seldschuken 1330 wurde die Johanneskirche zeitweise als Moschee benutzt. Aus dieser Zeit stehen auch die Reste des Minaretts am Eingang des Narthex. Im Jahre 1375 wurde die Isabey-Moschee am Fuße des Hügels gebaut. So verlor die Basilika als Moschee ihre Bedeutung. Ein Erdbeben des 14. Jahrhunderts beschädigte den Bau, 1402 zerstörten Timurs Reitertruppen die Kirche vollständig.

## Forschungsgeschichte
Erste Ausgrabungen fanden in den Jahren 1920–1921 während der griechischen Besetzung Kleinasiens durch den Archäologen Georgios Soteriou statt. Weiterer Grabungen erfolgten von 1926 bis 1931 durch das Österreichische Archäologische Institut. Mit der finanziellen Unterstützung von George B. Quatman wurde die Anlage zwischen 1957 und 1963 restauriert. Von 1974 bis 1998 fanden weitere Restaurierungen und Ausgrabungen durch das Ephesos-Museum unter der Leitung von Ekrem Akurgal statt. Von 2007 bis 2019 fanden Ausgrabungen unter Leitung von Mustafa Büyükkolancı statt. Seit 2020 werden die Grabungen unter Leitung von Sinan Mimaroğlu von der Hatay Mustafa Kemal Üniversitesi weitergeführt.
Unweit der Kirche im Stadtzentrum von Selçuk befindet sich das Ephesos-Museum, wo auch Funde aus dem Kirchenbereich ausgestellt sind.

## Architektur

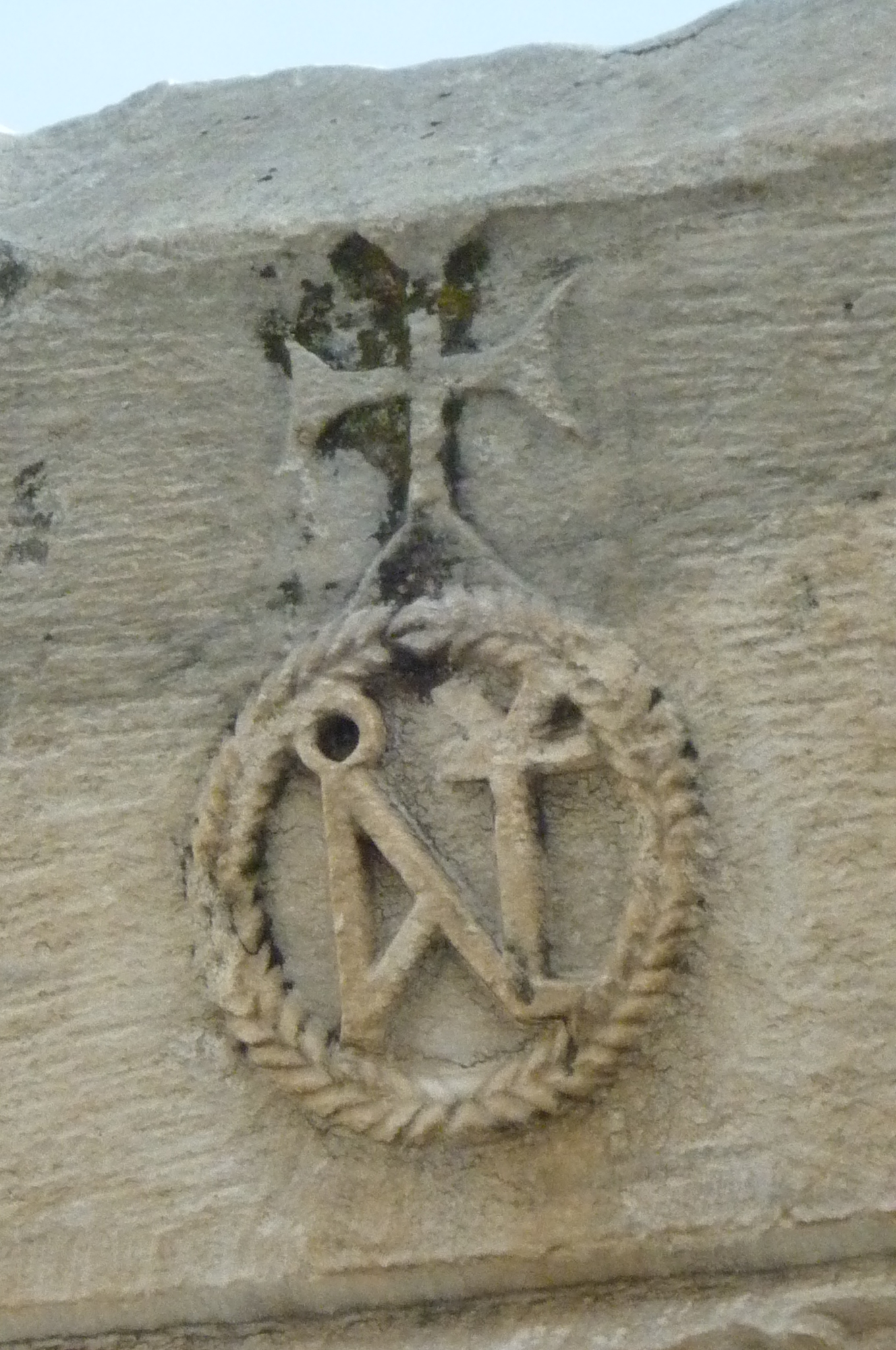
Monogramm des Kaisers Justinian auf einem Kapitell der Johanneskirche

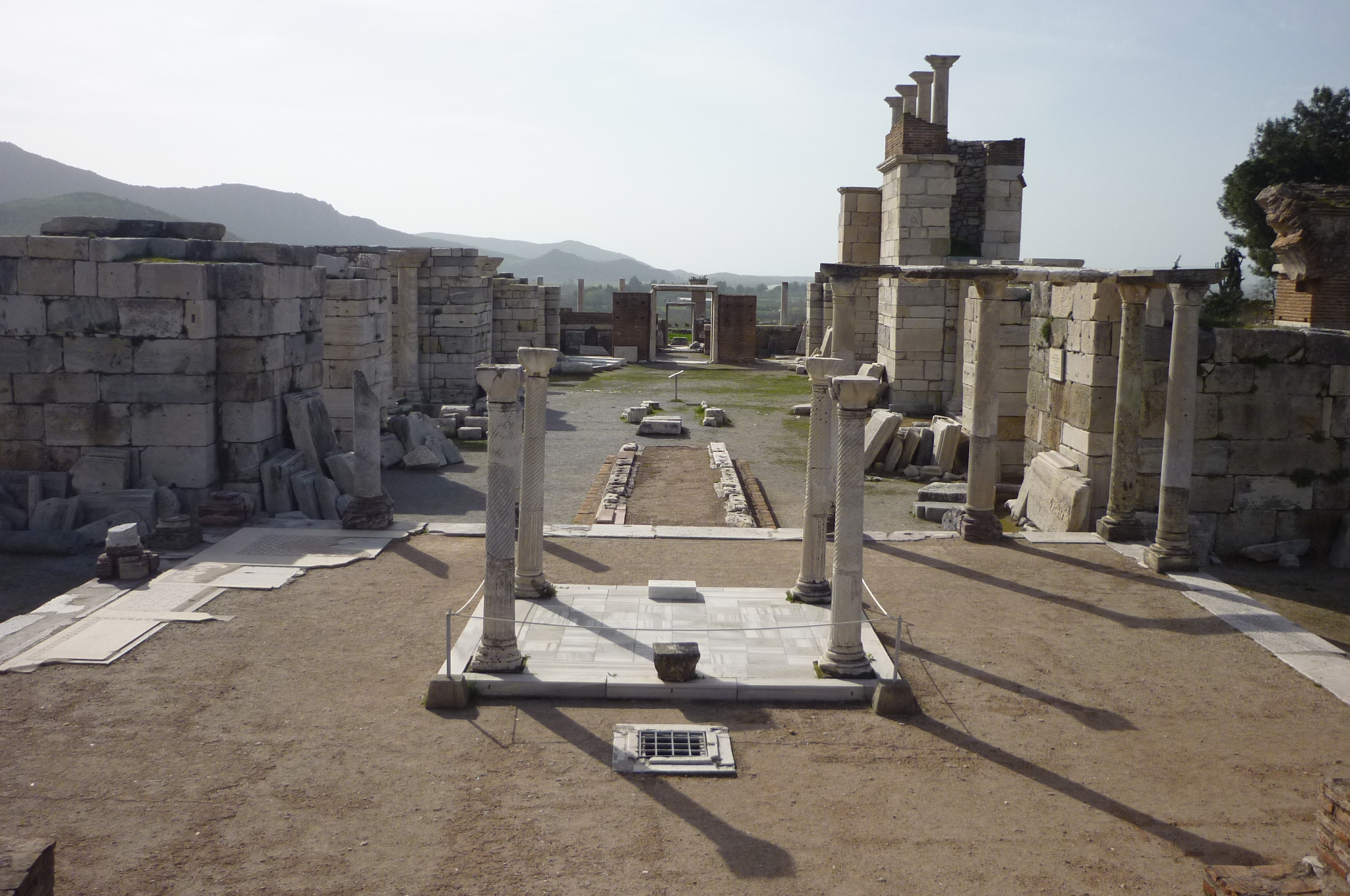
Altarraum und Grabkammer

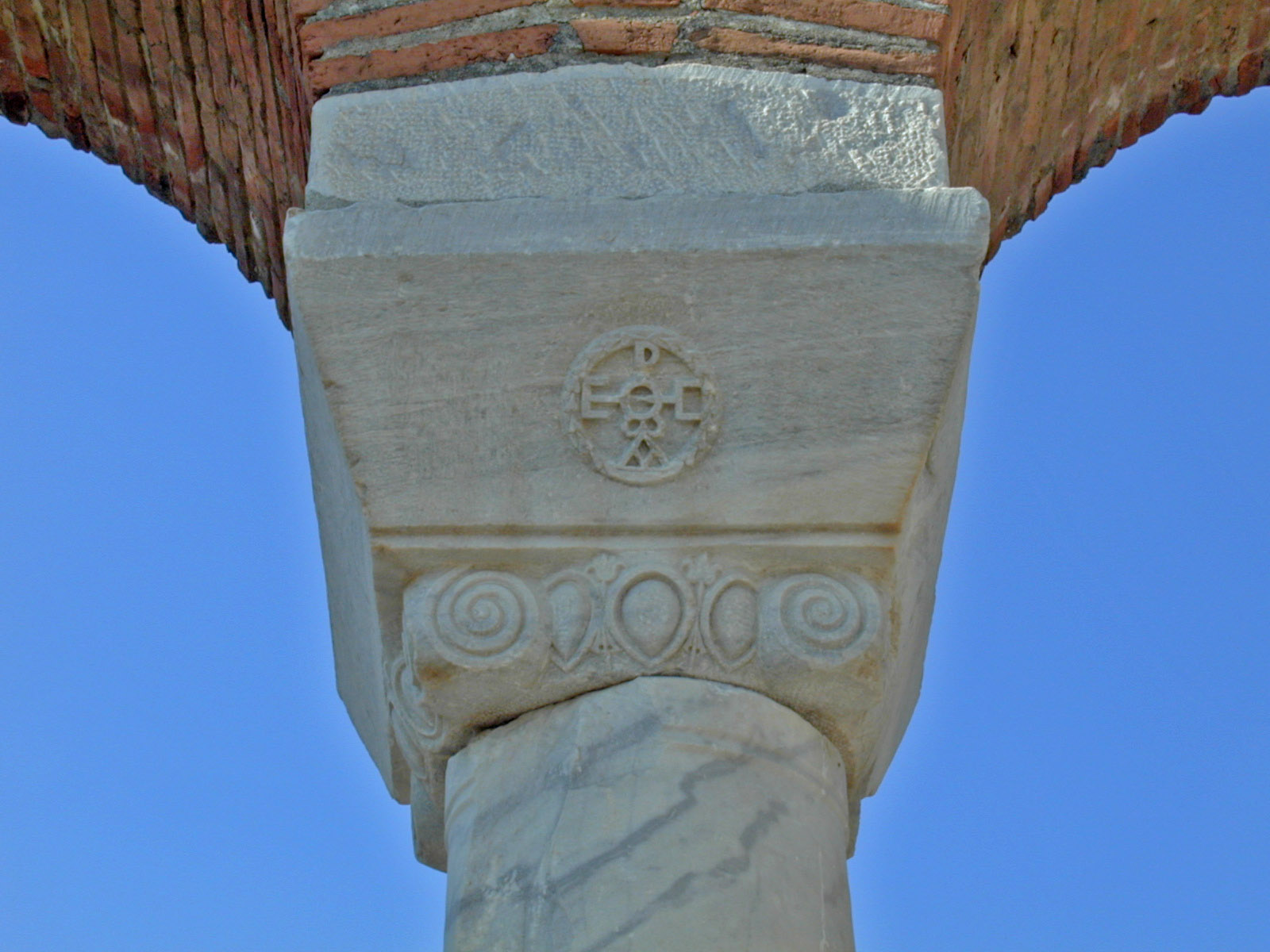
Ionisches Kämpferkapitell mit Monogramm der Kaiserin Theodora

Die Kirche hat die Form eines lateinischen Kreuzes mit Atrium und Narthex und einer halbkreisförmigen Apsis und war mit sechs Kuppeln überwölbt.

### Atrium
Das Atrium ist ein rechteckiger Vorhof von 47 × 34 m. Da hier das Gelände steil abfällt, wurde ein mächtiger Unterbau errichtet. Er bestand aus Tonnengewölben und Stützmauern. Die größte dieser Tonnen wurde in osmanischer Zeit mit wasserdichtem Putz ausgekleidet und als Zisterne verwendet. Das viereckige Atrium ist an drei Seiten von Hallen umgeben, deren Säulen mit Bogen verbunden waren. Die Außenseite der Brüstung ist mit Platten verkleidet und als Promenadenplatz gestaltet.

### Narthex
Im Osten des Atriums befindet sich ein Narthex, ein querrechteckiger Vorraum für Ungetaufte und Büßer, die den eigentlichen Kirchenraum nicht betreten durften. Der Narthex war mit fünf kleinen Kuppeln überdeckt. Von Narthex aus betritt man durch acht Türen den Hauptteil der Kirche. Drei diese Türen dienen als Zugang zum Mittelschiff.

### Kirchenschiff und Grabkammer
Über der Stelle des Grabes wurde zunächst ein Mausoleum in Form eines von vier Säulen getragenen Kreuzgewölbes errichtet. Das Zentralgebäude der späteren justinianischen Kirche hatte insgesamt sechs Kuppeln. Die Grabkammer liegt unter der Mittelkuppel. Die Decke der Grabkammer ist höher als der Boden und ist mit bunten Mosaiken ausgelegt. Diese Mosaiken wurden von den Strenggläubigen einzeln abgetragen und gemäß Ausgrabungsskizzen durch Neue ersetzt. Der Eingang zu der Grabkammer führt über eine schmale Treppe an der Seite der Apsis.

### Baptisterium
An die Nordseite des Kirchenschiffes ist das Baptisterium, das zum justinianischen Bau gehört, angebaut, es diente für die Taufe. Es handelt sich um einen achteckigen Raum mit Umgang und zwei flankierenden Räumen mit Apsiden. In ein in den Boden eingelassenes rundes Taufbecken stieg der Täufling über drei Stufen, aus Richtung Westen kommend, um die Taufe zu empfangen. Anschließend verließ er, wieder über drei Treppenstufen, das Becken in Richtung Osten.

### Schatzkammer und Kapelle
Angebaut an das nördliche Querschiff liegt die Schatzkammer (Skeuophylakion), die über eine Vorhalle mit zwei seitlichen Apsiden zu erreichen ist. Vom Zentralraum öffnen sich sternförmig sechs kleine Kammern mit Wandschränken, die mit Marmor ausgekleidet waren. In den Wandnischen wurde das Kirchengerät aus Edelmetall verwahrt. Der Bau war ehemals zweistöckig und hatte eine Kuppel.
Wohl im 10. Jahrhundert wurde eine Kapelle an die Ostseite der Vorhalle des Schathauses angebaut. In deren Apsis befinden sich Fresken: in der Mitte Christus, rechts der Hl. Johannes und links der Hl. Thimotheos.

### Bauplastik
Bei den Säulenkapitellen des Hauptschiffes handelt es sich um ionische Kämpferkapitelle. Diese Kapitelle tragen die Monogramme des Kaisers Justinian und seiner Gattin Theodora.

## Festungsmauer

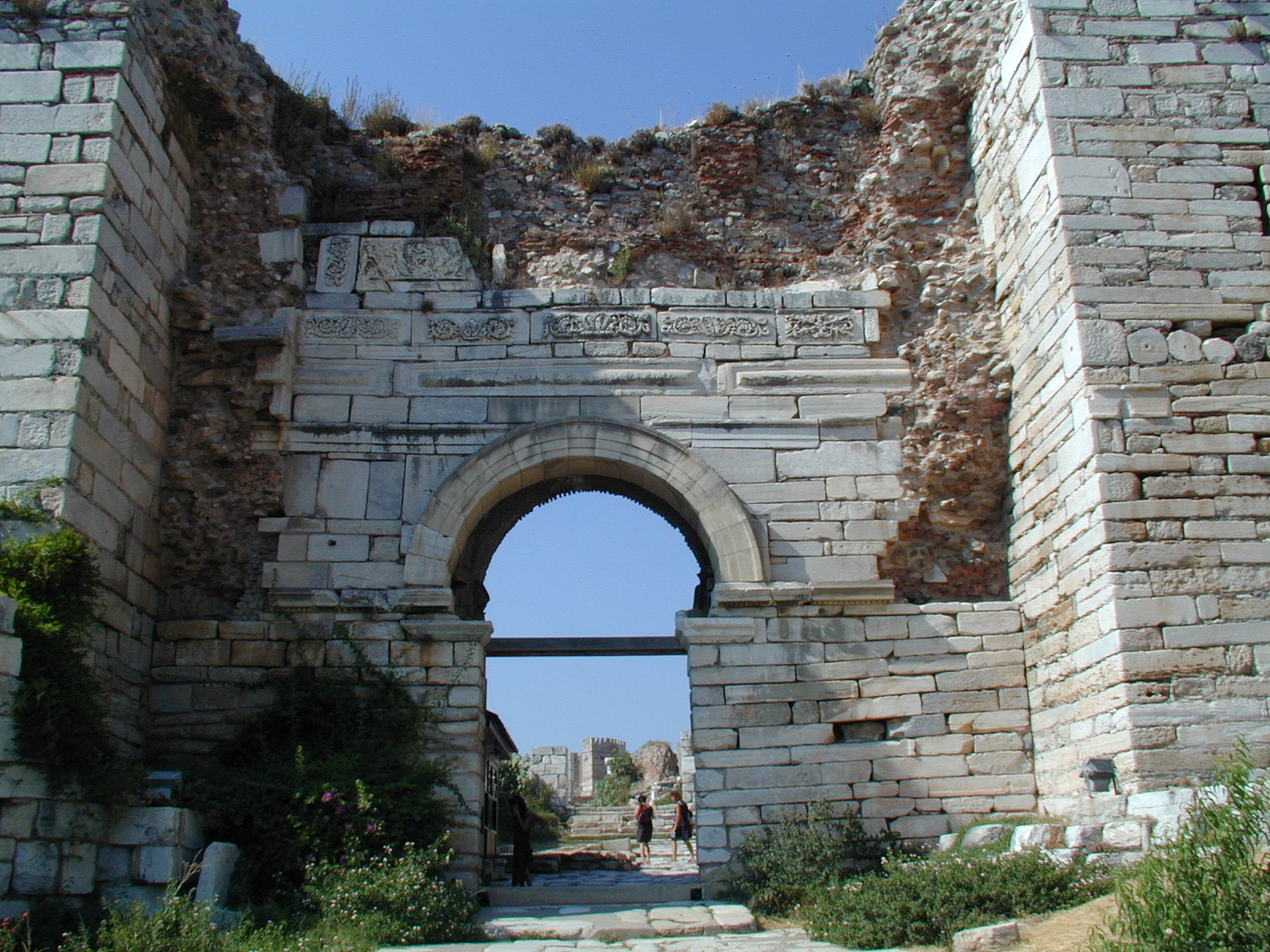
Tor der Verfolgung

Als die Araber im 7./8. Jahrhundert Ephesos angriffen, wurde rings um die Kirche eine Verteidigungsmauer gezogen. Die Mauer hatte 20 Türme und drei Tore. Über den Torbogen wurden römische Sarkophage in die Mauer eingebaut.
Auf einem dieser Sarkophage, der sich heute in Woburn Abbey in England befindet, war die Verfolgung des Hektor durch Achill dargestellt. Darum wurde dieses Tor Tor der Verfolgung genannt. Die anderen zwei Tore befinden sich im Westen und Osten der Basilika. Für den Bau der Türme und Mauern wurde Marmor aus den Ruinen der Stadt Ephesos verwendet.